# 陈集镇 (仪征市)
陈集镇，是中华人民共和国江苏省扬州市仪征市下辖的一个乡镇级行政单位。

## 行政区划
陈集镇下辖以下地区：
陈集街道社区、高集街道社区、御史街社区、东升街社区、杨庄村、汪营村、沙集村、开建村、立新村、青年村、五星村、双圩村、红星村、丁桥村、友好村、高集村、刘营村和大房村。